# Aardappelaanaarder

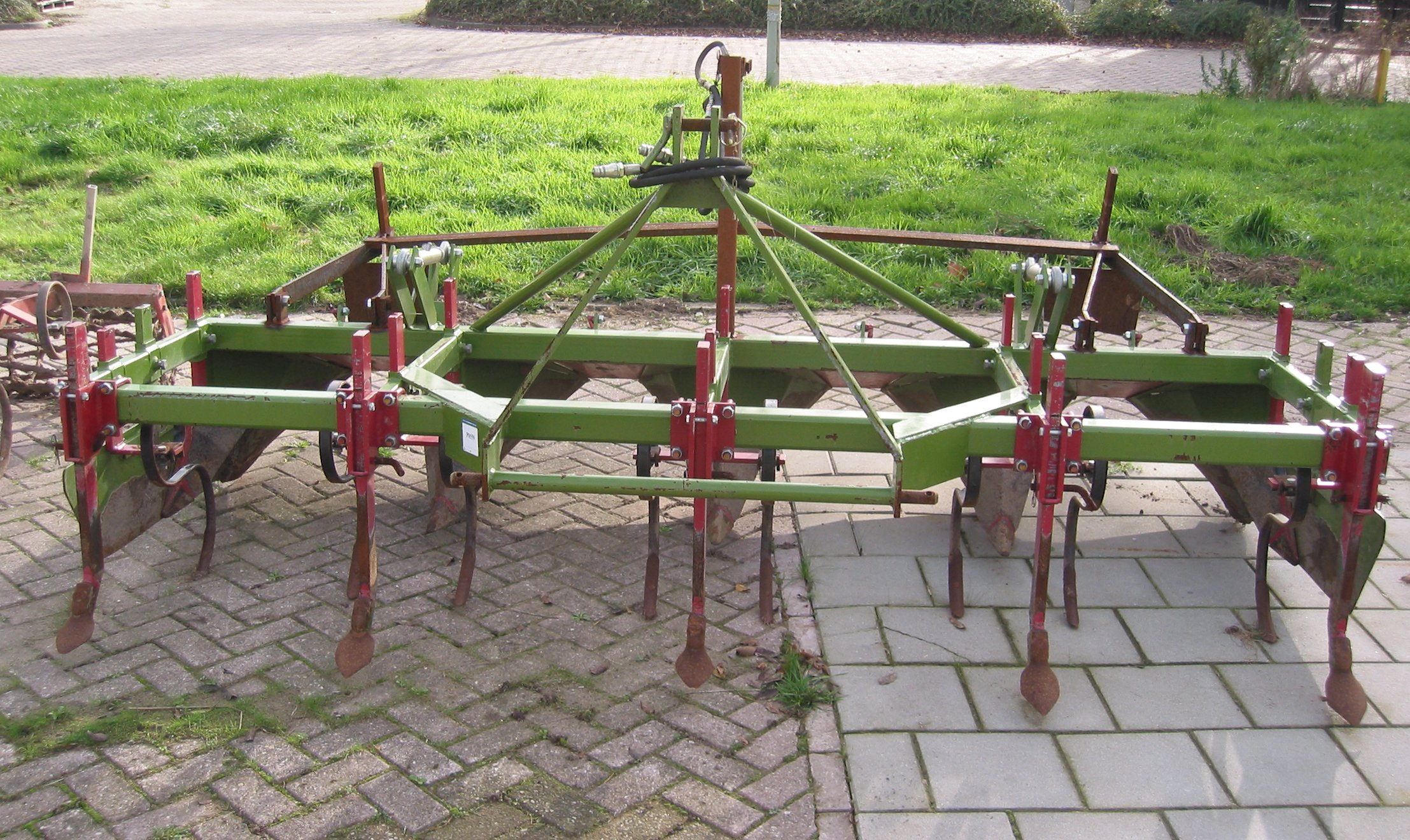
4-rijige aardappelaanaarder

Een aardappelaanaarder is een werktuig dat na het poten gebruikt wordt voor het maken van aardappelruggen. 
In de ruggen groeien de aardappels. De aanaarder wordt achter een tractor gehangen. De ruggen worden in een aantal keren opgebouwd, waarbij tegelijkertijd het onkruid wordt ondergewerkt. Ruggen zijn noodzakelijk, omdat de aardappels anders niet met een aardappelrooimachine gerooid kunnen worden.
Voor het opbouwen van de ruggen is naast de aanaarder ook de aardappelfrees in gebruik. 